# Notre-Dame de la Altagracia
Pour les articles homonymes, voir Altagracia.

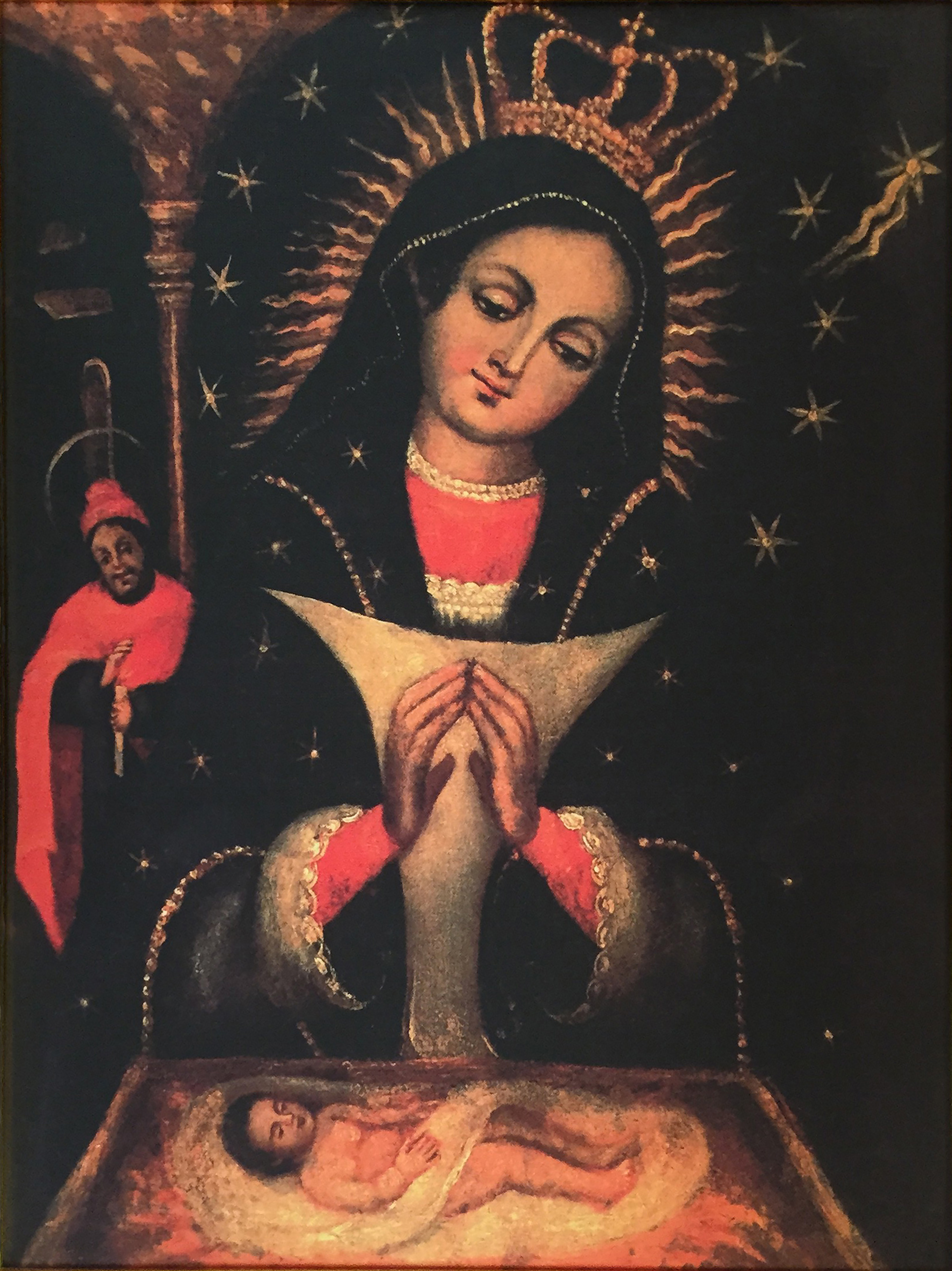
Notre-Dame de la Haute-Grâce.

Notre-Dame de la Haute-Grâce (en espagnol : Nuestra Señora de la Altagracia) est la sainte patronne de la République dominicaine, vénérée à Higüey.
« Altagracia » signifie  « haute grâce », c'est-à-dire la maternité du Verbe incarné Jésus Fils de Dieu. Cette image a été apportée depuis l'Espagne vers le Nouveau Monde, à Higüey, au début du XVIe siècle, par les frères Antonio et Alfonso Trejo, marchands de la région d’Estremadura en Espagne, d'où cette dévotion  est originaire et qui ont offert cette image à l'église de la paroisse  pour qu'elle y soit vénérée.
Cette image de la Vierge serait apparue sur un oranger et sur le lieu de l’apparition fut construit un oratoire puis en 1572 le premier sanctuaire marial d'Amérique, qui existe toujours,. L’actuelle Basilique de Notre-Dame de l’Altagracia, consacrée en 1972, est le lieu du pèlerinage le plus important de République dominicaine. La célébration du 21 janvier et fête nationale, célèbre le souvenir de la bataille de La Limonade (au nord de Haïti) où les créoles obtinrent la victoire contre les Français, en 1691. Procession et danses se déroulent autour de la basilique. Elle fut probablement peinte à Séville dans les quinze premières années du XVIe siècle (entre 1500 et 1515) peut être de l'école d'Alejo Fernández. Le cadre est rehaussé d'or, émaux, et pierres précieuses, œuvre d'un artiste inconnu du XVIIIe siècle. Elle est surnommée à la suite d'une légende locale, Vierge à l'Enfant (Virgen del Niño). Le tableau fut couronné deux fois, le 15 août 1922, durant le pontificat de Pie XI et par le pape Jean-Paul II, qui au cours de sa visite de l'île de Saint-Domingue le 25 janvier 1979, couronna personnellement à l'image avec une médaille d'argent.